# レヴェント・メルジャン
ミュニル・レヴェント・メルジャン（Münir Levent Mercan, 2000年12月10日 - ）は、ドイツ・ノルトライン＝ヴェストファーレン州レックリングハウゼン出身のサッカー選手。フェネルバフチェSK所属。ポジションはMF。

## クラブ経歴
VfLボーフムなどのユースチームを経て、2016年にシャルケ04のユースチームに入団。翌2017年にU-19チームに昇格。2年間ユースリーグで実績を作り、2019年にトップチームに昇格。8月22日に2023年までの契約を締結。傘下のシャルケ04 IIで5試合に出場したあとにトップチームデビューを果たした。
2021年8月16日、ファティ・カラギュムリュクSKへの買取オプション付きのローン移籍が発表された。

## 代表歴
2019年からユース世代のドイツ代表に招集されている。但し、ドイツ国内に多く住むトルコ系移民ということもあり、将来的にトルコ代表でのプレーを選ぶ可能性もある。